# Stasimopus coronatus
Stasimopus coronatus là một loài nhện trong họ Ctenizidae. S. coronatus được miêu tả năm 1915 bởi J. Hewitt.